# Ordonnance du 18 octobre 1940
L’ordonnance du 18 octobre 1940 était une pièce centrale des restrictions des droits des Juifs et de la censure sous l'occupation allemande en France
En zone nord, sous contrôle allemand, elle place sous séquestre les entreprises et biens appartenant aux Juifs absents ou arrêtés. L'ordonnance du 18 octobre 1940 impose aussi aux personnes souhaitant fonder un journal de fournir des preuves de leur « aryanité » depuis au moins trois générations. 

## Prolongements et conséquences
Le 25 octobre 1940, un avis de la préfecture de police prolonge l'ordonnance nazie du 18 octobre 1940. Le préfet de police, Langeron, précise aux commerçants et chefs d'entreprises juives qu'ils ont l'obligation de rédiger eux-mêmes leur déclaration, sous leur responsabilité, et de la déposer au commissariat de leur quartier, ou de leur circonscription, dans les communes du département de la Seine. 
Les commerçants doivent alors apposer, en évidence, l'affichette imprimée en noir sur fond jaune, avec l'inscription, en français et en allemand : « Entreprise juive ». Au même moment, Raphaël Alibert crée une commission de révision des 500.000 naturalisations prononcées depuis 1927. 
Le retrait de la nationalité concerne 15 000 personnes dont 40 % de Juifs, tandis que l'abrogation du décret Crémieux prive 100 000 Juifs d'Algérie de la citoyenneté française.